# Alixan
 Alixan  es una población y comuna francesa, en la región de Ródano-Alpes, departamento de Drôme, en el distrito de Valence y cantón de Bourg-de-Péage.

## Demografía
| 1142 | 1149 | 1099 | 1335 | 1703 | 2080 |
| Para los censos de 1962 a 1999 la población legal corresponde a la población sin duplicidades (Fuente: INSEE [Consultar]) |      |      |      |      |      |